# Párizsi Politikai Tanulmányok Intézete
A Párizsi Politikai Tanulmányok Intézete (franciául: Institut d’études politiques de Paris), közismert nevén Sciences Po egy állami felsőoktatási intézmény Franciaországban.
A Sciences Po politikai tudományok, közgazdaságtan, történelem, szociológia, jog, pénzügy, üzlet, kommunikáció, valamint gazdálkodás és újságírás területén működtet karokat. Rangsorokban az egyetemnek világszinten a második, Európában az első a politikai képzése, olyan világhírű intézményeket maga mögé utasítva mint a Princeton, az LSE, Cambridge vagy Yale.
Az iskola számos figyelemre méltó alumnival rendelkezik jogi, közgazdasági, filozófiai, történelmi, üzleti, az irodalom, a média és a politikai területeken. Mintegy 28 korábbi vagy jelenlegi államfő, cégvezetők, valamint a nemzetközi szervezetek (ENSZ, IMF stb.) számos vezetője tanult vagy tanított a Sciences Po-n.
Az intézmény több egyetemi konzorcium tagja (APSIA, College Board, GPPN stb.), és közeli partnerségben áll további 410 egyetemmel, köztük a Columbia Egyetemmel, Warwick, LSE, Harvard Law School, valamint a McGill Egyetemmel.

## Története

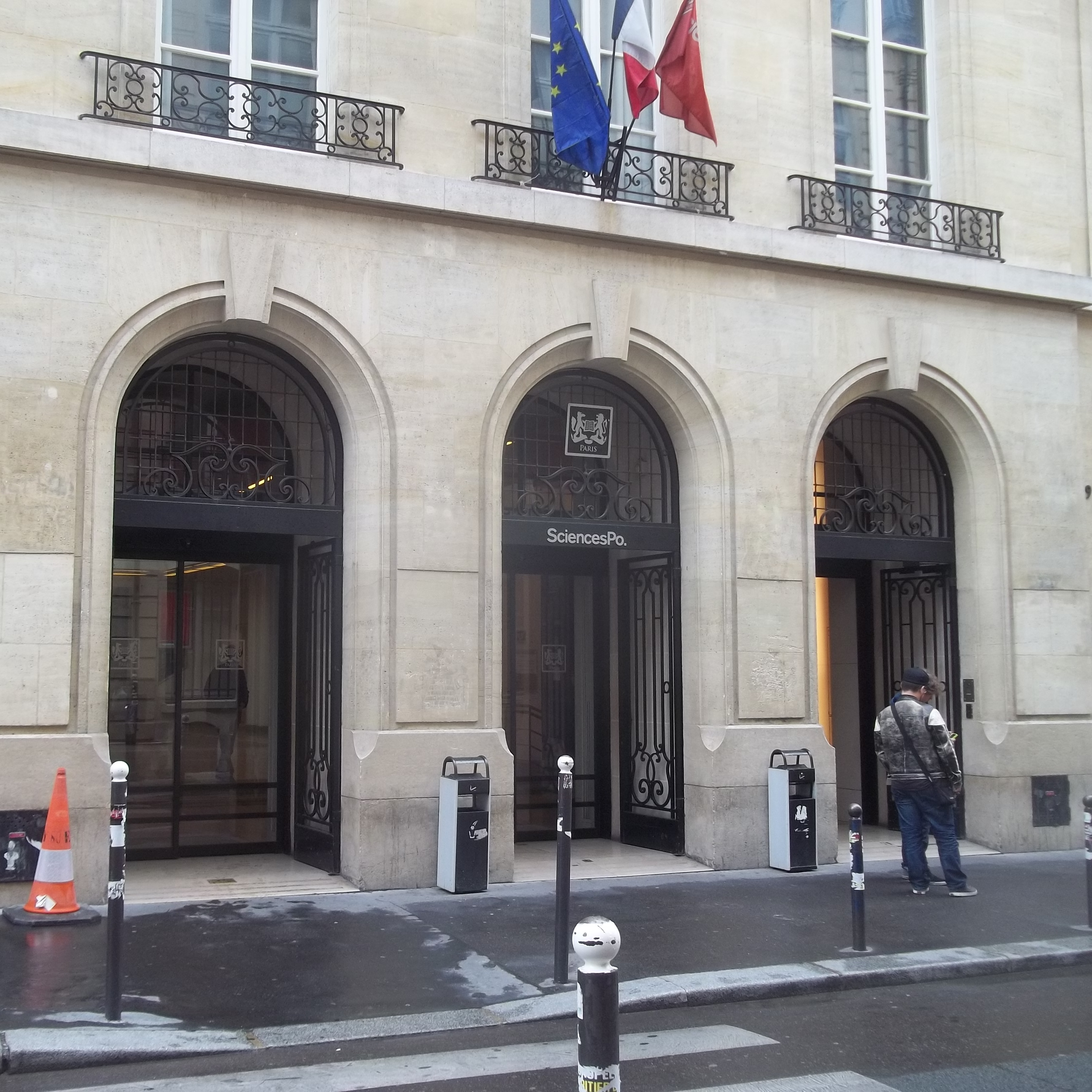
A főépület bejárata, Párizs, 7. kerület, Rue St-Guillaume 27.

A Sciences Po megnevezés három különböző, de egymást kiegészítő intézményre utal:
- az 1872-ben alapított École Libre des Sciences Politiques(wd), amelyet 1945-ben felváltott a
- Fondation nationale des sciences politiques(wd) (A Politikai Tudományok Nemzeti Alapítványa), egy kutatási alapítvány és az
- Institut d’Études Politiques de Paris (A Politikai Tanulmányok Párizsi Intézete), egy oktatási intézmény.

Az École libre des sciences politiques, becenevén „Sciences Po Paris” magánintézményt Émile Boutmy alapította 1872-ben, Párizsban, válaszul a Franciaországban az 1870-es francia-porosz háború utóhatására kibontakozó politikai és morális válságra. Elsődleges célja egy korszerű oktatási intézmény létrehozása volt az új francia elit kitermeléséhez.
1945-ben a Sciences Po-t részben államosították, és felosztották a Fondation nationale des sciences politiques (FNSP) alapítványra és az Institut d’études politiques (IEP) intézetre, azonban így is sikeresen meg tudta őrizni oktatási struktúrájának függetlenségét.
1985-ben az egyetem elnyerte a grand établissement státuszt. Ez lehetővé teszi, hogy az intézmény megőrizze autonómiáját olyan ügyekben, mint a pénzügyi irányítás, az emberi erőforrások kérdése, valamint a tanulói és oktatói toborzás.
A „Po” már az 1920-as és 1930-as években is fogadott cserediákokat, az ezredfordulóra a nemzetközi nyitottság úttörőjévé lépett elő, elindítva 1999-ben BA-MSC-PhD modell ihlette ötéves képzési programját, amelyben követelményként jelenik meg, hogy a programban részt vevő diákok egy évet töltsenek külföldön, a Sciences Po valamelyik partnerintézményében.
2000-ben az egyetem megalapította első, Párizson kívül található kampuszát Nancyban, majd ezt követték később a további kampuszok is: Poitiers (2001), Dijon (2001), Menton (2005), Le Havre (2007) és Reims (2010). Ezek a szakosodott kampuszok követik a párizsi mintát, így a diákság összetételére itt is a nemzetköziség és a többnyelvűség jellemző.
2001-ben az intézmény a felvételi eljárásaiban is reformokat vezetett be, megnyitva ezzel az utat nem csak a legnevesebb elit iskolák diákjai, hanem minden középiskolás számára, egy különleges felvételi vizsgaprocedúra keretében.

## Nemzetközi pozíció
- A 2015-ös, legfrissebb QS World University Rankings(wd) a Sciences Po-t a világ 5. legjobb egyetemeként tartja

számon politikai és nemzetközi tanulmányok területen.
- 2014-ben a QS World University Rankings a Sciences Po-t Franciaországban az 1. helyre rangsorolta a politikai és nemzetközi tanulmányok, valamint a szociológia terén, ezen kívül 2. helyre a jog-, 3. helyre a történelem- és 4. helyre a közgazdaság-tudományok területén.[5]
- A 2013/2014-es Times Felsőoktatási Világrangsor szerint a Sciences Po a világ 98. legszínvonalasabb társadalomtudományi képzését nyújtja.[6]

## Sajátosságok
- 13 000 diák
- 46%-a nemzetközi hallgató
- 150 országból érkeznek tanulók
- 34 duális képzés
- 410 partneregyetem
- 25 oktatott nyelv
- 7 multikulturális kampusz
- A hallgatók 30%-a részesül pénzügyi támogatásban
- 55.000 fős alumni

## Kampuszok
A Sciences Po jelenleg hét egyetemi kampusszal rendelkezik Franciaország hét városában (Dijon, Le Havre, Menton, Nancy, Párizs, Poitiers, Reims). Minden kampusz alapképzést és egyenrangú diplomát kínál, azonban mester-és doktori programok csak a párizsi kampuszon találhatóak.

## Neves alumni
- Emmanuel Macron, a Francia Köztársaság elnöke
- François Hollande, a Francia Köztársaság elnöke
- Jacques Chirac, a Francia Köztársaság elnöke
- François Mitterrand, a Francia Köztársaság elnöke
- Georges Pompidou a Francia Köztársaság elnöke
- Salome Zourabichvili, Georgia elnöke
- Simone Veil, az Európai Parlament egykori elnöke
- Boutros Boutros-Ghali, az ENSZ korábbi főtitkára
- Pascal Lamy, a Kereskedelmi Világszervezet egykori főigazgatója
- Jean-Claude Trichet, az Európai Központi Bank egykori elnöke
- Marcel Proust, regényíró
- Christian Dior, divattervező
- Nemes Jeles László, Oscar-díjas filmrendező